# Kristoffer Borgli

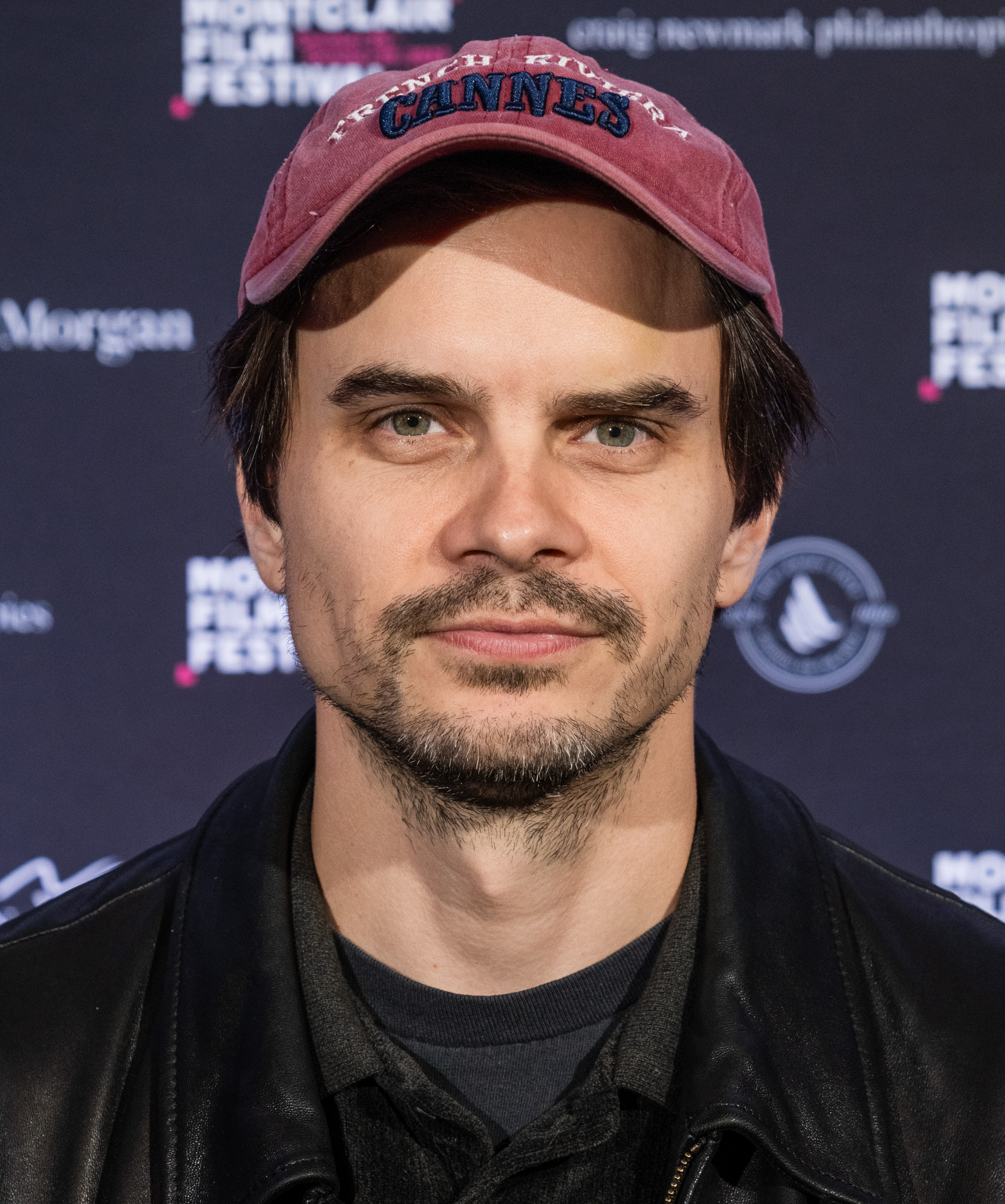
Kristoffer Borgli (2023)

Kristoffer Borgli (* 1985 in Oslo, Norwegen) ist ein norwegischer Filmregisseur und Drehbuchautor.

## Karriere
Borglis erster Spielfilm ist DRIB aus dem Jahr 2017, „ein echter Dokumentarfilm, der auf einem gefälschten Energy-Drink basiert.“
Sein zweiter Spielfilm ist Sick of Myself (2022), eine Geschichte über eine Beziehung, zeitgenössische Kunst und die Schaffung alternativer Identitäten/Persönlichkeiten.
Sein Film Dream Scenario aus dem Jahr 2023 über einen gewöhnlichen College-Professor, der plötzlich virale Berühmtheit erlangt, nachdem er in den Träumen von Millionen von Menschen aufgetaucht ist, hat für seinen Hauptdarsteller Nicolas Cage großes Lob von Kritikern erhalten.

## Filmografie
- 2017: DRIB
- 2022: Sick of Myself
- 2023: Dream Scenario